# Matagalpa (departement)
Matagalpa is een departement van Nicaragua, gelegen in het midden van het land. De hoofdstad is de gelijknamige stad Matagalpa.
Het departement heeft een oppervlakte van 6804 km². Met een inwoneraantal van 586.986 (2019) is Matagalpa na Managua het meest bevolkte departement van het land. Ongeveer een kwart van de inwoners van het departement woont in de stad Matagalpa.
Matagalpa is een gevarieerd departement. Men vindt er uitgebreide bossen, veel rivieren en een landbouw die koffie, vlees, melk, groenten, hout en bloemen produceert. Ook vindt er gouddelving plaats.

## Gemeenten
Het departement is ingedeeld in dertien gemeenten:
- Ciudad Darío (vroeger San Pedro de Metapa of Metapa)
- El Tuma - La Dalia
- Esquipulas
- Matagalpa
- Matiguás
- Muy Muy
- Rancho Grande
- Río Blanco
- San Dionisio
- San Isidro
- San Ramón
- Sébaco
- Terrabona

Boaco · Carazo · Chinandega · Chontales · Estelí · Granada · Jinotega · León · Madriz · Managua · Masaya · Matagalpa · Nueva Segovia · Rivas · Río San Juan
Autonome regio's: Región Autónoma de la Costa Caribe Norte · Región Autónoma de la Costa Caribe Sur